# 中村キース・ヘリング美術館
中村キース・ヘリング美術館は（なかむらキース・ヘリングびじゅつかん）は、山梨県北杜市にある美術館。テーマは「闇から希望へ」。

## 概要
甲府市出身の館長である中村和男が1987年の訪米時にキース・へリングの作品に感銘を受け、蒐集を始めたといい、2007年に自然の豊かなこの地にオープンした。設計は北川原温である。
ヘリングに関する300以上の作品および700以上の資料を収蔵する。また、2017年からはパトリシア・フィールドのコレクションも収蔵しているという。
ヘリングの作品を通じHIV・エイズを取り巻く差別やLGBTQ＋、環境保護に向けたサステナビリティ、戦争や自由といった課題について共に考えられる場となることを目指し、多くの企画を行っている。とくに国際児童絵画コンクールは「メセナアワード2022」で優秀賞を受賞した。

## アクセス
中央線小淵沢駅または中央道小淵沢バス停からバスで「道の駅こぶちさわ」下車、徒歩18分。ホテル「キーフォレスト北杜」隣。